# Antony Carbone
Antony Deago Carbone, noto anche con lo pseudonimo di Tony Carbone (Calabria, 15 luglio 1925 – Long Beach, 7 ottobre 2020), è stato un attore statunitense.

## Biografia
Nato con il nome di Antonio Giuseppe Carmelo Carbone in Calabria nel luglio del 1925, la sua famiglia deciso di trasferirsi a Syracuse quando lui era ancora giovane, e appena arrivato negli Stati Uniti il suo nome è diventato Antony Deago Carbone.
Dopo l'ulteriore trasloco della famiglia a Los Angeles e la sua laurea ottenuta all'università statale della città, si è spostato a New York dove ha poi studiato recitazione insieme a Eva Le Gallienne e Harold Clurman.
Ed è diventato quindi noto particolarmente per i suoi ruoli che ha avuto nei film horror di Roger Corman tra la fine degli anni 50 e l'inizio degli anni 60.

## Filmografia

### Cinema
- Arson for Hire, regia di Thor L. Brooks (1959)
- 12 uomini da uccidere (Inside the Mafia), regia di Edward L. Cahn (1959)
- Un secchio di sangue (A Bucket of Blood), regia di Roger Corman (1959)
- L'ultima donna sulla Terra (Last Woman on Earth), regia di Roger Corman (1960)
- La creatura del mare fantasma (Creature from the Haunted Sea), regia di Roger Corman (1961)
- Il pozzo e il pendolo (The Pit and the Pendulum), regia di Roger Corman (1961)
- I sei della grande rapina (The Split), regia di Gordon Flemyng (1968)
- Extreme Close-Up, regia di Jeannot Szwarc (1973)
- The Last Porno Flick, regia di Ray Marsh (1974)
- Newman's Law, regia di Richard T. Heffron (1974)
- Vigilante Force, regia di George Armitage (1976)
- Skateboard, regia di George Gage (1978)
- Valanga (Avalanche), regia di Corey Allen (1978)

### Televisione
- Peter Gunn – serie TV, episodio 1x08 (1958)
- I detectives (The Detectives) – serie TV, episodio 3x08 (1961)
- Ispettore Dante (Dante) – serie TV, episodio 1x16 (1961)
- Corruptors (Target: The Corruptors) – serie TV, episodio 1x11 (1961)
- Ai confini della realtà (The Twilight Zone) – serie TV, episodio 3x06 (1962)
- The Greatest Show on Earth – serie TV, episodio 1x29 (1964)
- The Longest Night, regia di Jack Smight – film TV (1972)
- Case of Rape, regia di Boris Sagal – film TV (1974)
- Il ricco e il povero (Rich Man, Poor Man) – miniserie TV (1976)
- Marciano, regia di Bernard L. Kowalski – film TV (1979)
- Destination America, regia di Corey Allen – film TV (1987)